# Alurnus boucardi
Alurnus boucardi es un coleóptero de la familia Chrysomelidae.
Fue descrita científicamente por primera vez en 1898 por Rosenberg.